# Джекі Селебі
Джекі Селебі (7 березня 1959, Йоганнесбург — 23 січня 2015, Преторія) — південноафриканський дипломат. Постійний представник ПАР в Організації Об'єднаних Націй (1995—1998). Президент Інтерполу (2004—2008).

## Життєпис
Народився 7 березня 1950 року в Йоганнесбурзі.
У 1983—1987 рр. був представником Всесвітньої федерації демократичної молоді СРСР у Будапешті (Угорщина).
У 1987 році він був обраний головою молодіжного африканського національного конгресу (АНК). У тому ж році він був призначений до Національного виконавчого комітету (НВК) АНК. У 1991 році він був призначений відповідальним за репатріацію АНК-емігрантів назад до Південної Африки, і був призначений завідувачем Департаменту благополуччя АНК в 1993 році. У 1994 році він був обраний депутатом парламенту від АНК.
У 1995—1998 рр. — постійний представник Південно-Африканської Республіки в Організації Об'єднаних Націй.
У 1998—1999 рр. — Генеральний директор Міністерства закордонних справ ПАР (Преторія).
У 1998 році Селебі отримав нагороду з прав людини від Міжнародної служби з прав людини.
У 2000—2009 рр. був національним уповноваженим Південноафриканської поліцейської служби.
У 2002—2004 рр. одночасно був обраний віцепрезидентом Інтерполу (африканський регіон).
У 2004—2008 рр. обраний президентом Інтерполу.
2008 року, коли проти нього були висунуті звинувачення у корупції, пішов у відставку як із посади уповноваженого з питань національної поліції, так і президента Інтерполу.
23 січня 2015 року після діагностики цукрового діабету, ниркової недостатності та гіпертензії Селебі помер від інсульту.